# 1739 en musique classique
| \| • Retour à la chronologie générale de la musique classique • \| |
| Grèce • Rome • Haut Moyen Âge • VIIIe siècle • IXe siècle • Xe siècle • XIe siècle XIIe siècle • XIIIe siècle • XIVe siècle • XVe siècle • XVIe siècle • XVIIe siècle XVIIIe siècle • XIXe siècle • XXe siècle • XXIe siècle |
| • Retour à la chronologie générale de la musique classique • |

| Années en musique classique : 1736 - 1737 - 1738 - 1739 - 1740 - 1741 - 1742    |
| Décennies en musique classique : 1700 - 1710 - 1720 - 1730 - 1740 - 1750 - 1760 |

## Événements
- 16 janvier : première représentation de Saül de Georg Friedrich Haendel, au King's Theatre de Londres.
- 4 avril : première représentation de Israël en Égypte de Georg Friedrich Haendel, au King's Theatre de Londres.
- 21 mai : Les Fêtes d'Hébé ou Les Talens lyriques, opéra-ballet de Jean-Philippe Rameau sur un livret d'Antoine-César Gautier de Montdorge, est créé à Paris.
- Septembre-Octobre : Composition par Haendel des concertos grossos de l'opus 6.
- 19 novembre : première représentation de  Dardanus, opéra de Jean-Philippe Rameau.
- Lauda Jerusalem, de Mondonville.
- Componimenti musicali, de Gottlieb Muffat.

## Naissances

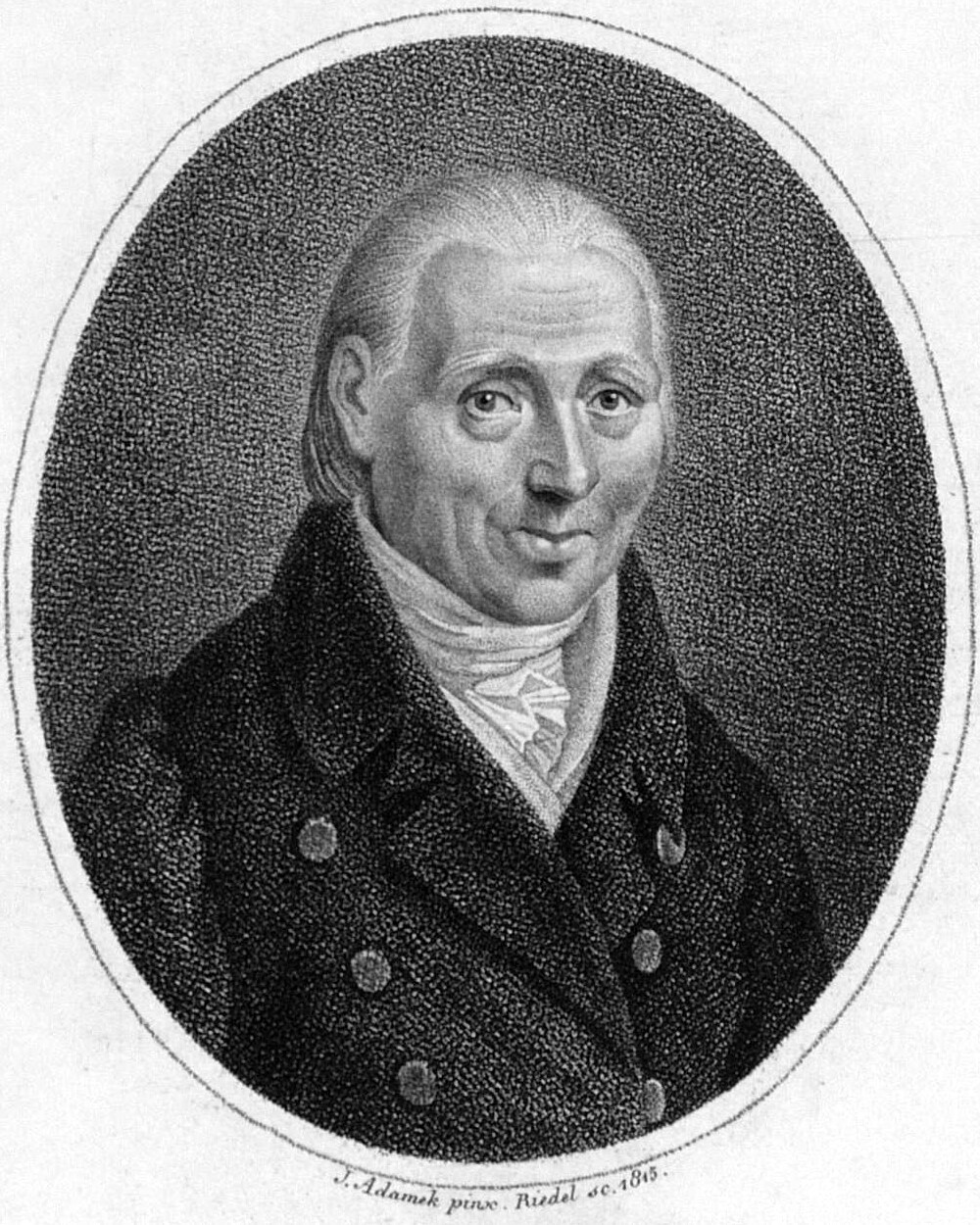
Johann Baptist Vanhal

- 26 mars : Antoine Bemetzrieder, compositeur, théoricien et professeur de musique français († 1817).
- 12 mai : Jean-Baptiste Vanhal, compositeur tchèque († 20 août 1813).
- 27 mai : Pierre-Louis Moline, librettiste français († 2 mars 1820).
- 6 juillet : Friedrich Wilhelm Rust, compositeur allemand († 28 février 1796).
- 28 août : Agostino Accorimboni, compositeur italien († 18 août 1819).
- 7 septembre : Joseph Legros, chanteur et compositeur français († 20 décembre 1793).
- 24 octobre : Anne-Amélie de Brunswick, duchesse de Saxe-Weimar-Eisenach, pianiste, compositrice et femme politique († 10 avril 1807).
- 2 novembre : Karl Ditters von Dittersdorf, compositeur autrichien († 24 octobre 1799).
- 16 novembre : Marc-Antoine Désaugiers, compositeur français († 10 septembre 1793).

Date indéterminée :
- Jindřich Krištof Hataš, compositeur tchèque († après 1808).
- Mademoiselle Guerin, compositrice française

## Décès

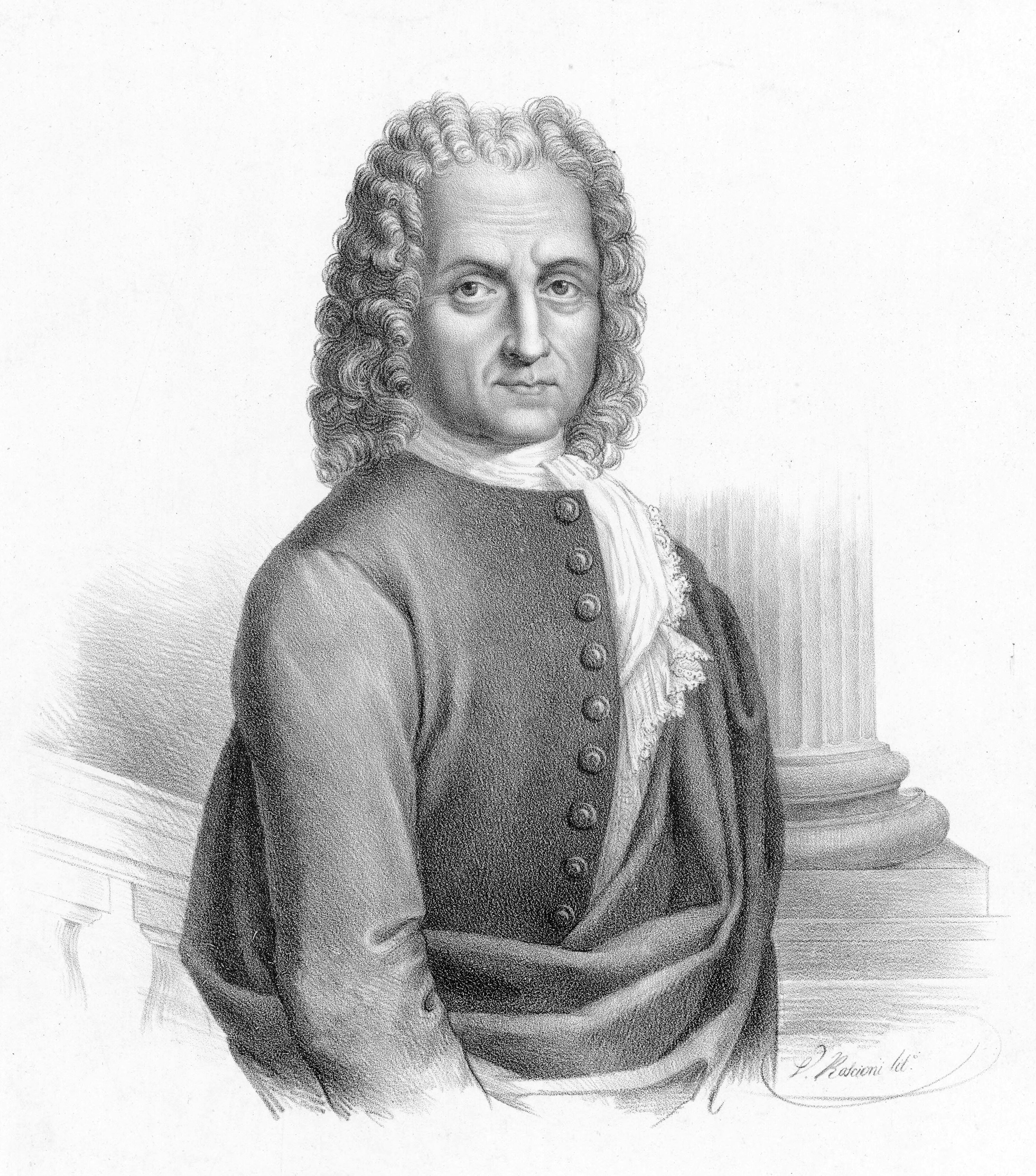
Benedetto Giacomo Marcello

- 27 mai : Johann Gottfried Bernhard Bach, organiste allemand (° 11 mai 1715).
- 25 avril : Santiago de Murcia, compositeur et guitariste espagnol (° juillet 1673).
- 25 juillet : Benedetto Giacomo Marcello, compositeur italien (° 24 juillet 1686).
- 12 septembre : Reinhard Keiser, compositeur allemand (° 12 janvier 1674).
- 20 décembre : Gottfried Grünewald, chanteur, claveciniste et compositeur allemand (° 15 octobre 1673).

Date indéterminée
- Quirinus van Blankenburg, compositeur, organiste, carillonneur et théoricien de la musique néerlandais (° 1654).
- Daniel-Paul Chappuzeau de Baugé, fonctionnaire et librettiste français.
- Friedrich Christian Feustking, ecclésiastique, écrivain et librettiste d'opéras allemand (° 1678).